# Platylobium
Platylobium, biljni rod iz porodice mahunarki smješten u tribus Bossiaeeae. Postoji devet vrsta, grmovi; australski endemi..
Ove vrste značajne su kao pokrivač tla za kontrolu erozije.

## Vrste
1. Platylobium alternifolium F.Muell.
2. Platylobium formosum Sm.
3. Platylobium infecundum I.Thomps.
4. Platylobium montanum I.Thomps.
5. Platylobium obtusangulum Hook.
6. Platylobium parviflorum Sm.
7. Platylobium reflexum I.Thomps.
8. Platylobium rotundum I.Thomps.
9. Platylobium triangulare R.Br.